# Pieve di San Giovanni Battista (Lucca)
La pieve di San Giovanni Battista o pieve vecchia è una chiesa di Lucca che si trova in località Santa Maria del Giudice.

## Storia e descrizione

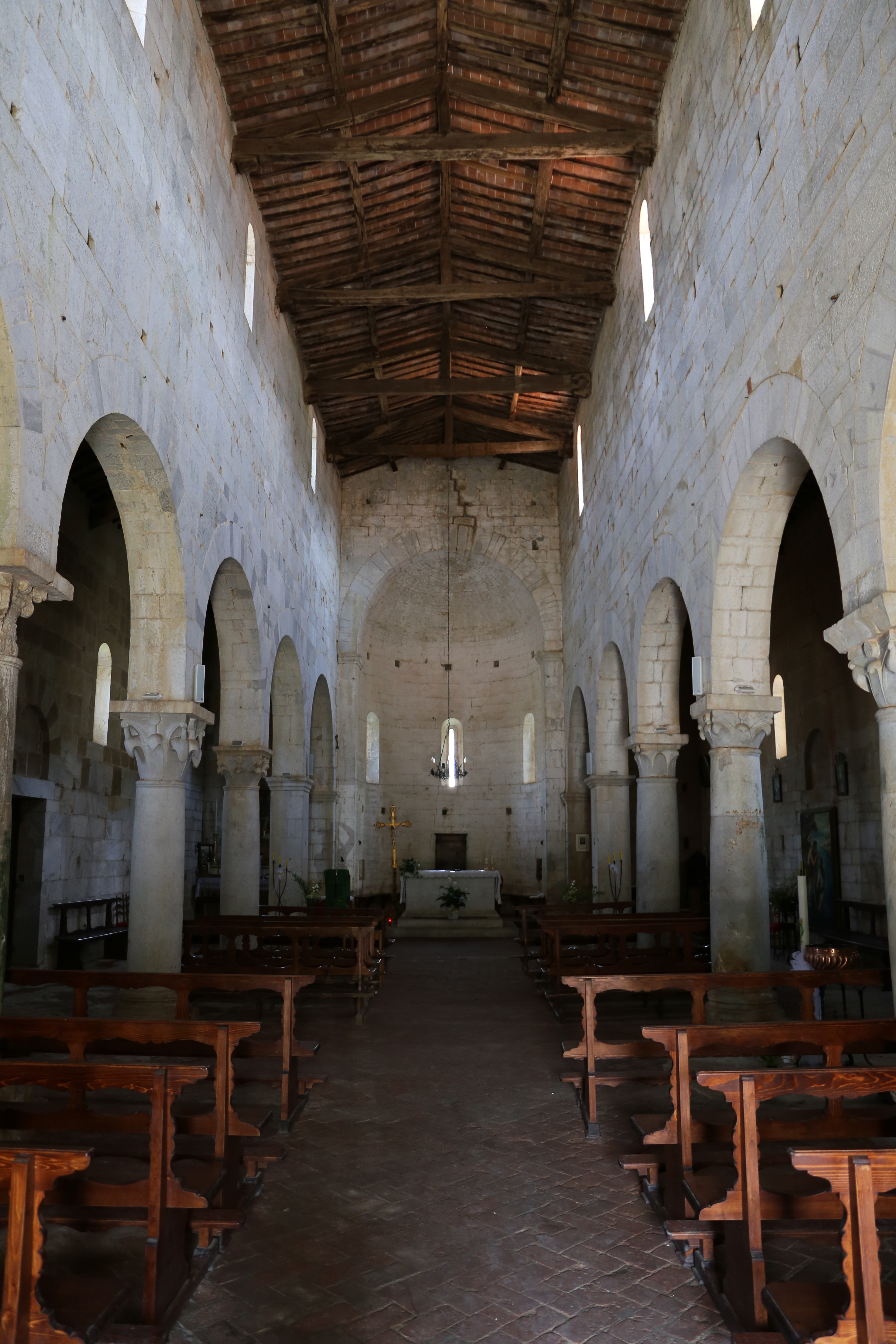
L'interno

La prima menzione della pieve risale al 918. L'edificio, che si caratterizza per la struttura a tre navate, con unica abside illuminata da tre monofore e, all'interno, colonne sormontate da capitelli classicheggianti, è databile agli anni 1160-1170, come conferma l'iscrizione sull'architrave del portone. La decorazione del paramento e il motivo della facciata a doppio ordine di loggette cieche rimandano a soluzioni decorative di origine pisana. Forse più antica è la torre campanaria (XI secolo).
Nel 1360 avvenne l'unione fra la pieve suddetta e la chiesa di S. Maria Assunta costruita dalla famiglia di Santa Maria del Giudice “Leone”. In quest'ultima venne autorizzata la costruzione del fonte battesimale nel sec. XVI. Al termine dell’edificazione della nuova chiesa l'antica Pieve di S. Giovanni Battista fu soprannominata dai paesani "Pieve Vecchia".